# Георгі Обретенов
Георгі Тіхов Обретенов (болг. Георги Тихов Обретенов; після 1849 — 10 травня 1876) — болгарський революціонер, учасник антитурецького Квітневого повстання 1876 року.

## Життєпис
Георгі Обретенов народився після 1849 року в місті Русе, молодший син Тонкі Обретенової  (Баби Тонкі). Закінчив класне училище в Русе, допомагав батькові в торгівлі в селі Ісакча (Північна Добруджа). Весною 1870 року вступив до юнкерського училища в Одесі. У 1875 році повернувся до Русе для підготовки до повстання, брав участь в озброєнні Велико-Тирновської роти. Після провалу Старозагорського повстання 1875 році втік до Румунії.
Гюргевський революційний комітет оцінив підготовку Обретенова і призначив його помічником апостола Іларіона Драгостинова і військовим інструктором 2-го Сливенського революційного округу під час Квітневого повстання. Георгій Ікономов вирішив покинути Сливен і перейти до іншого революційного округу, і це рішення було продиктовано великою ймовірністю того, що підпільну діяльність Ікономова розкриють у Сливені. В той самий час до Сливена прибули Іларіон Драгостинов і його помічник Обретенов, а трохи раніше них — Кристе Кючюков з Шумена, направлений емігрантським центром для роботи в Сливенському революційному окрузі. Таким чином у Обретенова з'явився союзник в особі Кючюкова, який займався болгарською патріотичною пропагандою.
Завдяки діям членів комітетів Тирновського округу всі новини про прийдешнє повстання дійшли до підпільників Сливена. Драгостинов ненадовго вирушив до Арбанасі, щоб попрощатися з рідними та близькими. Через Стару планину Обретенов попрямував до Твирдиці, де зупинився у попа Стефана, а багаж з матеріалами для повстанців сховав у церковному вівтарі. Звідти він вирушив до села Кортен до керівника місцевого комітету Георгію Колєва, провізши в екіпажі багаж з матеріалами. Діяльність апостолів давала імпульс до підготовчої роботи в Сливені, хоча тактичні суперечності між ними не були подолані. Багато виступали за те, щоб не підіймати повстання в місті, а сконцентруватися на повстанських виступах по всій Болгарії, що позначилося на підготовці до виступів у Сливені.
Георгі Обретенов доставив у Сливен сучасні гвинтівки і сказав своїм колегам, що вони повинні бути озброєні як слід. До від'їзду Гюргева Обретенов наказав озброїти своїх соратників: у кожного мав бути револьвер і 200 куль до нього, гвинтівка і 250 набоїв до неї, а також кинджал. Також у солдата повинні бути два пояси для патронів. Обретенов наполягав на тому, щоб так були озброєні всі повстанці 2-го революційного округу, і давав усні інструкції з військової роботи, не залишаючи при цьому письмових. Є докази того, що керівництво Сливенського революційного комітету намагалося дістати гвинтівки з Румунії, збираючи кошти від змовників на добровільній основі. Також Георгій приніс до Сливена прапор, який пошили його сестри Петрана і Анастасія.
Керівники повстанців у Куш-Бунаре — Іларіон Драгостинов, Стоїл Воєвода, Георгі Обретенов і Георгій Дражев  вирішили, попри невелику кількість своїх підлеглих, організувати болгарське повстання в Котленському краї. На шляху до Нейково за харчами вони вступили в бій проти об'єднаних турецьких сил — башибузуків, регулярних турецьких частин і черкеської кавалерії. Обретенов брав участь у відбитті натиску супротивника і прикривав тих товаришів, які були погано озброєні (старою, ненадійною зброєю). Він був серйозно поранений в бою і 10 травня 1876 року наклав на себе руки, не бажаючи потрапити в полон.